# Lajos Bálint

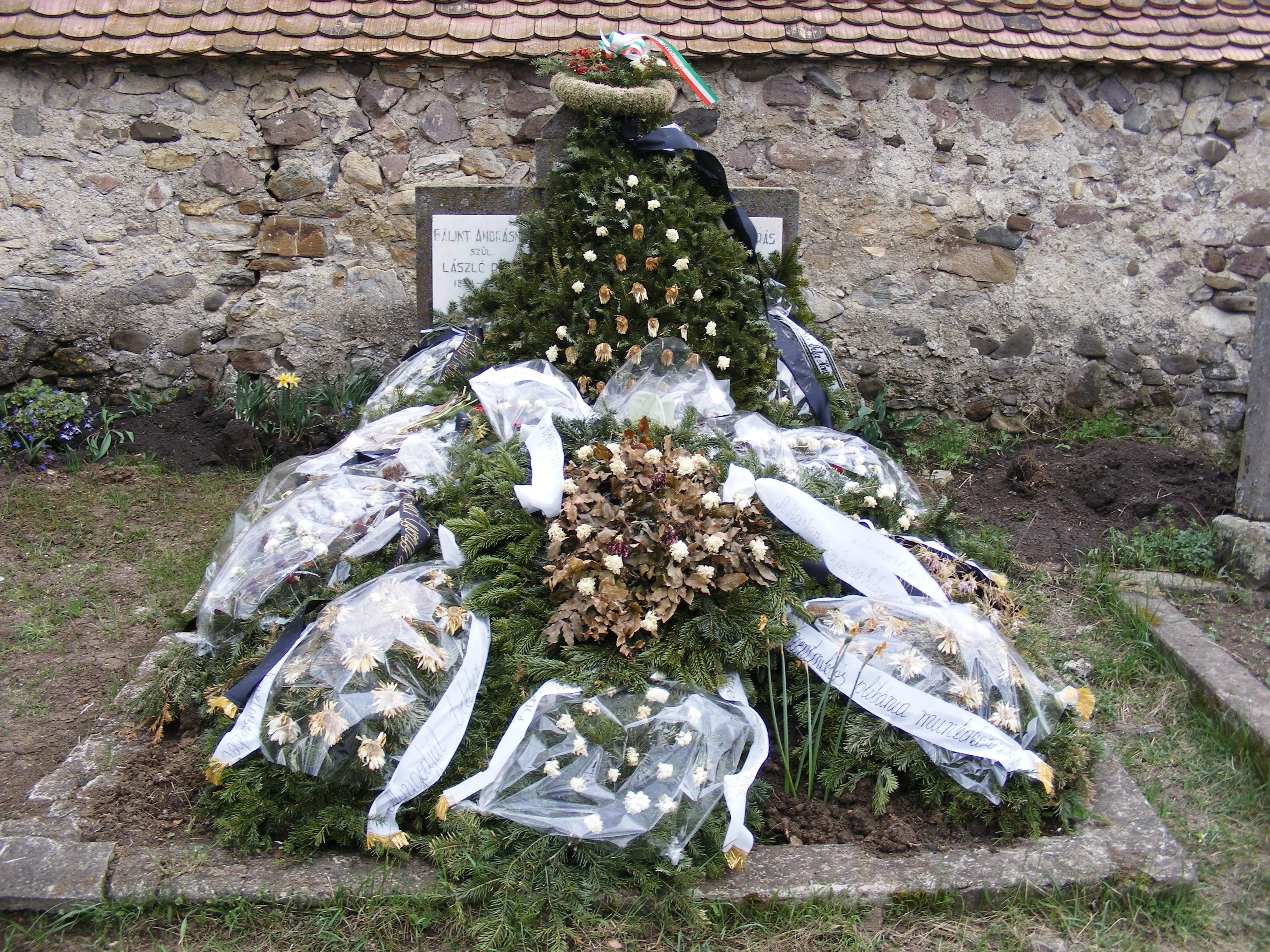
Grab

Lajos Bálint (* 6. Juli 1929 in Delnița (ungarisch Csíkdelne), Kreis Harghita, Rumänien; † 4. April 2010 in Odorheiu Secuiesc, Kreis Harghita) war Erzbischof von Alba Iulia.

## Leben
Lajos Bálint, ein ethnischer Ungar, studierte Theologie in Alba Iulia und empfing am 28. April 1957 die Priesterweihe durch Bischof Áron Márton. Bálint war als Seelsorger in Odorheiu Secuiesc tätig.
Papst Johannes Paul II. ernannte Lajos Bálint am 9. Juli 1981 zum Titularbischof von Nova und bestellte ihn zum Weihbischof im Erzbistum Alba Iulia. Die Bischofsweihe spendete ihm am 29. September 1981 der Bischof von Alba Iulia, Antal Jakab. Er war der zweite durch die römische Kurie ernannte Bischof in Rumänien seit dem Ende des Zweiten Weltkrieges.
Am 14. März 1990 wurde Bálint zum Bischof, nach Erhebung Alba Iulias durch die Apostolische Konstitution Quod satis constat zum immediaten Erzbistum am 5. August 1991 zum Erzbischof ernannt.
Von diesem Amt wurde er am 29. November 1993 nach nur dreijähriger Amtszeit von Papst Johannes Paul II. entbunden und führte fortan den Titel eines emeritierten Erzbischofs. Aufgrund des jahrzehntelangen, aufreibenden Engagements unter ständigen Repressalien der kommunistischen Regierung war sein Gesundheitszustand angegriffen.